# Afrocnemia rufa
Afrocnemia rufa är en tvåvingeart som beskrevs av Loïc Matile 1998. Afrocnemia rufa ingår i släktet Afrocnemia och familjen svampmyggor. Inga underarter finns listade i Catalogue of Life.